# 8541 Schalkenmehren
8541 Schalkenmehren è un asteroide della fascia principale. Scoperto nel 1993, presenta un'orbita caratterizzata da un semiasse maggiore pari a 2,1799804 UA e da un'eccentricità di 0,0495367, inclinata di 2,77684° rispetto all'eclittica.
L'asteroide è dedicato alla comunità locale di Schalkenmehren, da cui tramite una piccola strada si accede all'osservatorio astronomico di Hoher List, sull'omonimo rilievo vulcanico.